# Piper Aerostar
Le Piper PA-60 Aerostar, anciennement Ted Smith Aerostar, est un avion bimoteur à piston, fabriqué par Ted Smith Aircraft Company qui sera rachetée par Piper Aircraft en 1978.

## Accidents et incidents
- Le 2 juin 1990 : Un Piper Aerostar et un Embraer EMB 120 de la compagnie Delta Air Transport se percutent en plein vol près de l'aéroport d'Anvers, en Belgique faisant 4 morts[1].